# Wet (singel Snoop Dogga)
„Wet” – piosenka hip hop stworzona przez Calvina Broadusa i The Cataracs na jedenasty album studyjny Doggumentary (2011), rapera Snoop Dogga. Oryginalna wersja została wyprodukowana przez The Cataracs. Wydany w 2011 remiks francuskiego DJ-a Davida Guetty zatytułowany Sweat, okazał się większym sukcesem niż oryginalna wersja, zyskując dużą popularność w całej Europie, a także Australii, Kanadzie i Nowej Zelandii.

## Lista utworów
- Digital download[1]

1. „Wet (Radio Edit)” - 3:47

- Digital download[2]

1. „Sweat” (David Guetta Remix) - 3:15

- Digital download[3]

1. „Sweat” (David Guetta Remix) - 3:15
2. „Sweat” (David Guetta Extended Remix) - 5:43
3. „Sweat” (David Guetta Extended Remix) - 5:42

## Notowania
| Originał (2010–2011)                        | Najwyższa pozycja |
| ------------------------------------------- | ----------------- |
| US Billboard Bubbling Under Hot 100 Singles | 13                |
| US Billboard R&B/Hip-Hop Songs              | 40                |
| US Billboard Rap Songs                      | 18                |
| UK R&B                                      | 37                |
| UK Singles (The Official Charts Company)    | 163               |
| David Guetta Remix (2011)                   | Najwyższa pozycja |
| Australia (ARIA)                            | 1                 |
| Austria (Ö3 Austria Top 75)                 | 1                 |
| Belgia (Ultratop 50 Flanders)               | 3                 |
| Belgia (Ultratop 40 Wallonia)               | 1                 |
| Kanada (Canadian Hot 100)                   | 25                |
| Dania (Tracklisten)                         | 36                |
| Finlandia (Suomen virallinen lista)         | 3                 |
| Francja (SNEP)                              | 1                 |
| Niemcy (Media Control)                      | 2                 |
| Irlandia (IRMA)                             | 3                 |
| Włochy (Italian Singles Chart)              | 15                |
| Nowa Zelandia (RIANZ)                       | 5                 |
| Holandia (Dutch Top 40)                     | 6                 |
| Szkocja (The Official Charts Company)       | 6                 |
| Hiszpania (PROMUSICAE)                      | 38                |
| Szwajcaria (Media Control AG)               | 7                 |
| UK Dance (The Official Charts Company)      | 2                 |
| UK Singles (The Official Charts Company)    | 4                 |
| US Billboard Hot Dance Club Songs           | 6                 |

## Historia wydania
| Kraj              | Data             | Typ              |
| ----------------- | ---------------- | ---------------- |
| Stany Zjednoczone | 11 stycznia 2011 | Rhythmic airplay |
| Wielka Brytania   | 4 marca 2011     | Digital download |